# فانسيبان
فانسيبان (بالفيتنامية: Phan Xi Păng)، هو جبل في فيتنام. كان ارتفاعه 3143 متر (10312 قدم) في عام 1909، ولكنه يبلغ الآن 3147.3 متر (10326 قدم). وهو أعلى جبل في شبه جزيرة الهند الصينية (يضم فيتنام ولاوس وكمبوديا)، ومن هنا جاء لقبه «سقف الهند الصينية». يقع في مقاطعة لاو كاي، في المنطقة الشمالية الغربية من فيتنام، على بعد 9 كم (5.6 ميل) جنوب غرب قرية «سا با» الحدودية في سلسلة جبال «هوانغ لاين سون». وهي مشتركة إدارياً بين مقاطعة «تام دوونغ» وبلدة لاي شاو وسا با في لاو كاي.

## أصل التسمية

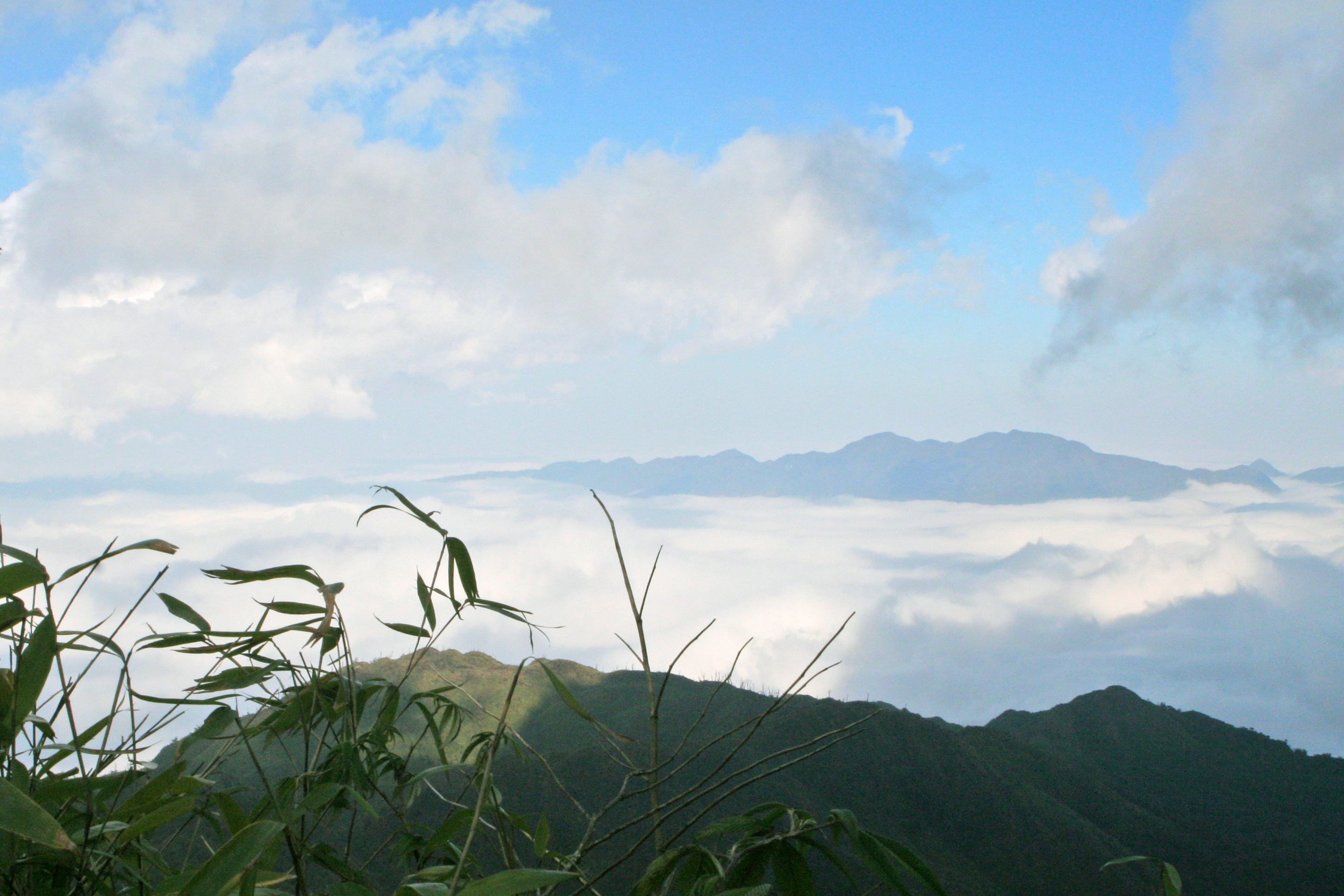
منظر من جبل فانسيبان

أصل اسم فانسيبان غير واضح، والنظرية الأكثر قبولاً هي أن الاسم تطور من "هوا سي بان (الصخرة العملاقة المتجمدة) ــ وهو الاسم الذي أطلقه السكان المحليون على الجبل استنادا إلى شكله. واقترحت نظرية أخرى أن الاسم جاء من شعب الهمونغ لأنه يعني "جبل أزالية" في لغتهم بسبب انتشار الأزالية والأنواع الأخرى من جنس أشجار الورد على الجبل.
هناك نظرية أخرى تفيد بأن يكون الاسم مشتقا من «فان سي سون»، وهو متخصص في الجغرافيا من سلالة نغوين، الذي ساعد الفرنسيين على رسم خريطة المنطقة وتحديد الحدود مع الصين في عام 1905. بسبب النطق المحلي غير الدقيق، تطور الاسم عموما إلى فانسيبان.

## نبذة جغرافية
فانسيبان هو أطول جبل في سلسلة «هوانغ ليين سون»، ويقع على حدود مقاطعة لاو كاي ومقاطعة لاي تشاو مع ذروته في جانب لاو كاي. الجبل هو جزء من حديقة هوينغ ليان الوطنية. يبلغ نتوءه الطبوغرافي 1613 متر (5292 قدم)، وهو يحتل المرتبة السادسة في فيتنام.

## نبذة جيولوجية
تشكل جبل فانسيبان قبل حوالي 250-260 مليون سنة، بين العصر البرمي في حقبة الحياة القديمة وفترة العصر الثلاثي في حقبة الحياة الوسطى. وقد رفعت الحقبة الأوروجونية منذ حقبة الحياة الوسطى فانسيبان ونطاق هوان لين سون، وأنشأت ذنب النهر الأحمر إلى الشرق.

## علامة القمة
تم صنع وتركيب الهرم المعدني الأولي هناك من قبل المهندسين السوفييت من محافظة هوا بنه في عام 1985. كانت رحلة الهواة لتسلق الجبال أول رحلة منذ نهاية فترة الهند الصينية الفرنسية، وتم التخطيط لها لتتزامن رسميا مع الذكرى الأربعين لعيد النصر على النازية.

## التسلق

### الحركلة
يمكن تسلق جبل فانسيبان في حركلة شديدة ومضنية إلى حد ما. في السابق، كان الأمر يستغرق حوالي 5-6 أيام من «سا با» للوصول إلى قمة فانسيبان والعودة. أما الآن، فالوقت الإجمالي عادة ما يكون فقط حوالي 3 أيام، حتى يومين، وبالنسبة للخبراء والأشخاص الأقوياء الأصحاء، يمكن أن يتم ذلك في يوم واحد.
ستقوم الشركات السياحية في المنطقة بترتيب رحلات إلى القمة تستغرق من يوم إلى ثلاثة أيام. سيوصي معظمهم بأخذ خيارات يومين أو ثلاثة أيام، وسيأخذ عدد قليل من المرشدين السياح في رحلة ذهابًا وإيابًا في يوم واحد.
كما أن قرية صغيرة جداً تقع في نطاق حوالي 1500 متر (4,920 قدم)، حيث يتم توفير السكن والطعام. وعلاوة على ذلك، على ارتفاع 2800 متر (9190 قدم)، يُوجد معسكر ليلي. وسيشمل سعر معظم الرحلات المحجوزة مسبقا استخدام هذه المرافق إذا لزم الأمر.

### السيارات المعلقة بالأسلاك (تلفريك)

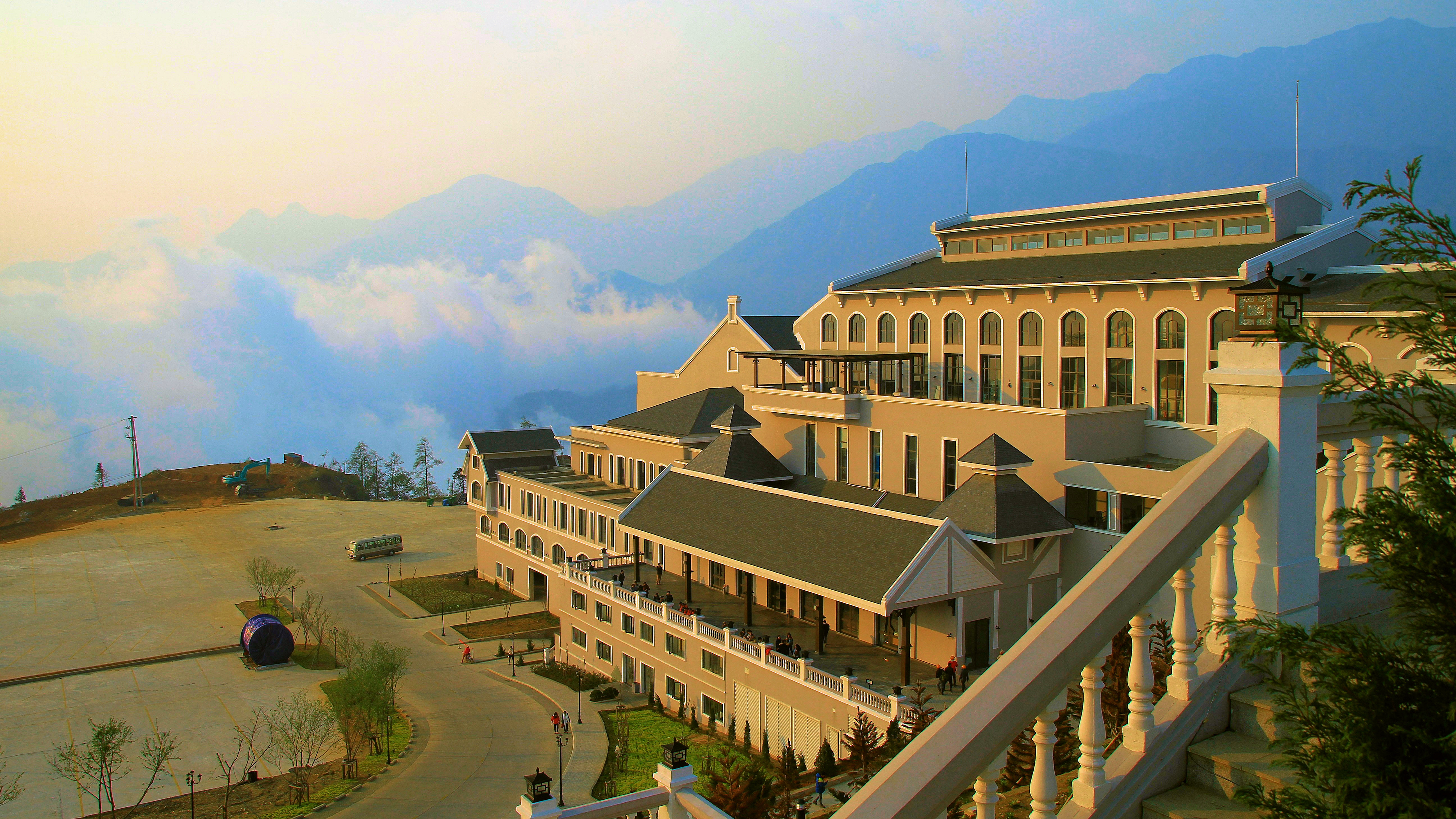
محطة التلفريك باتجاه فانسيبان

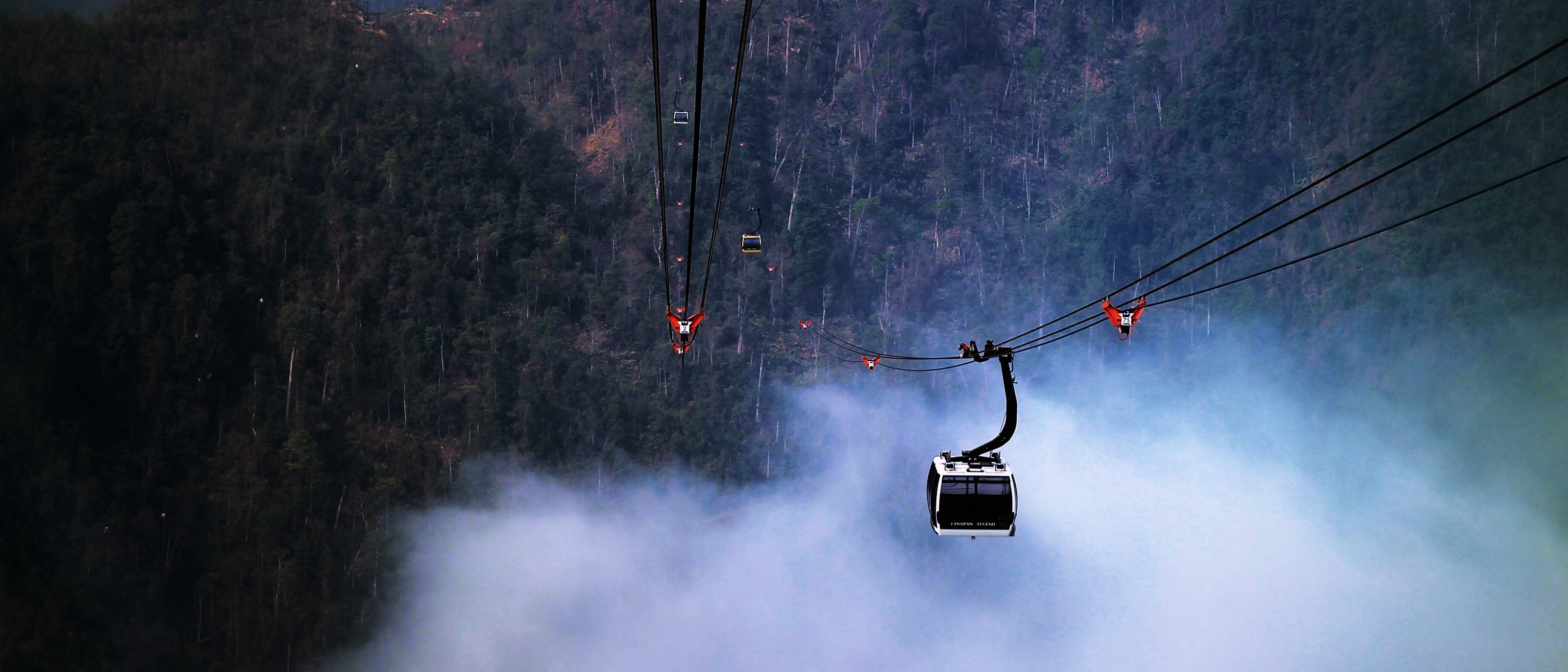
محطة الإرسال في فانسيبان

تم افتتاح التلفريك إلى قمة فانسيبان في 2 فبراير 2016. ويغادر «مصعد الغندولا» (وهي وسيلة لنقل معلقة بالأسلاك ونوع من الرفع الجوي تدعمها وتدفعها الكابلات من الأعلى)، محطة في «وادي موونغ هوا»، بالقرب من «سا با» ويستغرق الوصول إلى القمة 20 دقيقة. تحمل هذه الخدمة رقمي غينيس قياسيين عالميين لأطول تلفريك يمر عبر ثلاثة حبال من دون توقف، تمتد لمسافة 6,3 كيلومتر (3,9أميال)، وأكبر فارق في الارتفاع بواسطة تلفريك من ثلاثة حبال بدون توقف 1410 متر (4626 قدم) في الارتفاع بين المحطات. حاليا، هناك أيضا القطارات المتسلقة التي تساعدك على تجاوز سلالم المشي. أجرة التلفريك ذهابا وإيابا هي 700.000 (حوالي 30 دولار أمريكي)، بينما تبلغ أجرة القطار المتسلق في رحلة ذهاب وإياب، 150.000 دونغ فيتنامي (حوالي 6.5 دولار أمريكي). هناك أيضا خصومات للطلبة.